# Alberto Fernández de la Puebla
Alberto Fernández de la Puebla Ramos (Coslada, Madrid, 17 de noviembre de 1984) es un ciclista español. 
Debutó como profesional en el año 2006 con el equipo Saunier Duval-Prodir, en el cual estuvo hasta el año 2009.
El 5 de noviembre de 2009 la UCI anunció que el ciclista había dado positivo por EPO en una muestra de orina correspondiente a un control antidopaje realizado el 15 de octubre, dos días antes de tomar parte en el Giro de Lombardía; dicho control le había sido realizado de manera dirigida, después de observarse valores sospechosos en su pasaporte biológico. El representante del corredor pidió el contraanálisis.

## Palmarés
2007
- 1 etapa de la Vuelta a Asturias
- 1 etapa de la Euskal Bizikleta

## Resultados en Grandes Vueltas
| Carrera | Carrera         | 2006 | 2007 | 2008 | 2009  |
| ------- | --------------- | ---- | ---- | ---- | ----- |
|         | Giro de Italia  | ―    | ―    | ―    | 165.º |
|         | Tour de Francia | ―    | ―    | ―    | ―     |
|         | Vuelta a España | ―    | Ab.  | ―    | ―     |

―: no participa

Ab.: abandono

## Equipos
- Saunier Duval/Fuji-Servetto (2006-2009)
  - Saunier Duval-Prodir (2006-2007)
  - Saunier Duval-Scott 2008
  - Scott-American Beef 2008
  - Fuji-Servetto2009